# Недабиль
Недабиль (пол. Niedabyl) — село в Польщі, у гміні Стромець Білобжезького повіту Мазовецького воєводства.
Населення — 190 осіб (2011).
У 1975-1998 роках село належало до Радомського воєводства.

## Демографія
Демографічна структура станом на 31 березня 2011 року:
|          | Загалом | Допрацездатний вік | Працездатний вік | Постпрацездатний вік |
| -------- | ------- | ------------------ | ---------------- | -------------------- |
| Чоловіки | 107     | 17                 | 73               | 17                   |
| Жінки    | 83      | 16                 | 40               | 27                   |
| Разом    | 190     | 33                 | 113              | 44                   |